# Clemmus troglodytes
Clemmus troglodytes là một loài bọ cánh cứng trong họ Endomychidae. Loài này được Hampe miêu tả khoa học năm 1850.